# 亡星余孤
《亡星余孤》是2016年发布的太空飞行模拟游戏，具有拟真的轨道力学、战术及武器的物理计算。

## 游戏特色
该游戏拥有相当拟真的物理模拟。轨道使用一个4阶辛积分器进行模拟。游戏内行星及卫星的所有数据，所有材料的各项数据均遵循现实。游戏中可以自行设计武器，推进器，从火炮的发射药粒径到激光器的反射镜材料，大多数项目可自由设定，并会遵循现有的物理规律。
由于现有技术的限制或部分内容仍处于保密状态，此游戏在模拟上也拥有一定程度的简化或猜测。如：所有材料均被视为各向同性，大多数热力学过程被视为绝热过程，大多数气体被视为理想气体，核反应堆全部使用不太精确的均质反应堆方程，游戏中星球未设定大气层，无法使用大气减速等。

## 游戏情节
在近未来，由于战争与随之而来的气候变化，地球表面变得与金星相似，不再适合生存。侥幸逃生的人类离开地球，殖民了其他星球。人类分成了许多阵营。其中最大的两个阵营：太阳系联合贸易联盟（United Sol Trade Alliance, USTA）与自由人民共和国（Republic of the Free People, RFP）为了生存，开始争夺太阳系的主宰地位。

## 开发与评价
此游戏由Q Switched Productions, LLC开发，2016年9月23日发布。
该游戏受到了正面评价。有评论网站称此游戏“独特且有趣”，“很难，但非常冲击”
游戏具有各种任务，需要玩家根据任务简报建造并选择适合任务的飞船。建造过程与飞船模拟游戏坎巴拉太空计划相似。